# Joan Tomàs
Joan Tomàs Noguera (Llucmajor, 12 maggio 1992) è un cestista spagnolo.

## Carriera
Cresciuto nelle giovanili del e del Club Joventut de Badalona, ha esordito in Liga ACB proprio con Badalona, disputando 5 incontri tra il 2008 e il 2011. Nello stesso periodo ha giocato in prestito al CB Prat in LEB Plata; dal 2012 milita nel Clavijo in LEB Oro.
Nel suo palmarès figurano la vittoria ai FIBA EuroBasket Under-20 2011 e il bronzo ai FIBA EuroBasket Under-20 2012.

## Palmarès
- Copa Princesa de Asturias: 1

Palencia: 2016